# Filmportal.de
Filmportal.de — база данных в Интернете с обширной информацией о немецких фильмах и их режиссёрах, а также с тематическими статьями о них. Веб-сайт был открыт 11 февраля 2005 года, а в 2011-2012 годах filmportal.de был технически обновлён и расширен.

## Содержание
Архив предлагает информацию о более чем 100 000 немецких кино- и телефильмов датой выпуска с 1895 г. по настоящее время. Около 14 000 фильмов содержат аннотации, фотографии или постеры.
По состоянию на октябрь 2018 года на filmportal.de представлено почти 208 000 имён режиссёров немецкого кино, к 7 000 из них прилагается биография.
Вся информация дополняется актуальными трейлерами и отрывками из фильмов немецкой киноклассики, полнометражные фильмы, в том числе короткометражные предлагаются для бесплатного просмотра в разделе «Видео». Кроме того, сайт предоставляет и справочную информациею, например, об истории кино в Веймарской республике, в ГДР и т.д, а также информацию по более специализированным темам, таким как история цветного процесса Agfacolor или продюсерская компания CCC-Filmkunst.

## Спонсоры проекта
Filmportal.de был разработан Немецким институтом кино – DFF (Франкфурт-на-Майне) в сотрудничестве с CineGraph — Гамбургским центром кинопроизводства и поддерживается другими членами Немецкой Ассоциации Кинематографистов. Портал также сотрудничает с Ассоциацией Европейских Кинематографистов, Фондом DEFA, Институтом Гёте, German Films и Немецкой киноакадемией.